# بادو (توغو)
بادو (بالإنجليزية: Badou)‏ هي مدينة في غرب توغو تقع بالقرب من الحدود الغانية، على بعد 160 كم شمال شرق العاصمة لومي، وهي عاصمة محافظة واوا.
حسب إحصاء 2009، بلغ عدد السكان 13.986 نسمة.
ترتكز صناعاتها الرئيسية على زراعة الكاكاو والقهوة، وسكانها أغلبهم من المزارعين والتجار.

## أعلام
- كوملافي لوجلو